# Mangualde (football)
Ricardo Jorge Marques Duarte, surnommé Mangualde, est un footballeur portugais né le 14 février 1982 à Mangualde (Bairro São João). Il évolue au poste de défenseur.

## Biographie
Mangualde est formé au Sporting Portugal.
Il joue par la suite en faveur de l'Oriental Lisbonne, du Paços de Ferreira et du SC Freamunde.
En 2009, Mangualde s'expatrie à Chypre et signe en faveur du Doxa Katokopia.
Au total, Mangualde joue 48 matchs en première division portugaise, sans toutefois inscrire de but dans ce championnat.

## Carrière
- 1997-2003 :  Sporting Portugal (formation)
- 2003-2005 :  Oriental Lisbonne
- 2005-2008 :  Paços de Ferreira
- 2008-2009 :  SC Freamunde
- 2009-2010 :  Doxa Katokopia[1],[2]